# Moskee van de Martelaren
De Moskee van de Martelaren, ook in de volksmond bekend als de Turkse Moskee, is een soennitische moskee in Bakoe, de hoofdstad van Azerbeidzjan. De moskee is vlak bij de Martelarenlaan gelegen.
De moskee werd begin jaren negentig van de 20e eeuw gebouwd met hulp van de Turkse overheid. De moskee wordt ook gebruikt als officiële residentie van de religieus Attaché van de Turkse ambassade. De moskee werd tussen 2009 en 2016 gerenoveerd en was toen gesloten.
Het 154e vers uit de Koran, hoofdstuk De Koe staat in het Arabisch en Turks op de gevel van de moskee geschreven:
"Zeg niet "Dood!" over degenen die stierven omwille van Allah. Nee, ze leven! Maar je voelt het niet."